# عمر المتيوي
عمر المتيوي ( طنجة  1962) فنان و باحث مغربي في موسيقى الآلة، المسماة كذلك بطرب أندلسي. أسس المتيوي مجموعة «روافد موسيقية» بمدينة طنجة سنة 1994، ويعود أوّل تسجيل لها إلى سنة 1997.
يتعاون عمر المتيوي مع باحثين خاصة في إسبانيا لاعادة إحياء ثرات موسيقى الآلة، من بينهم فرقة ابن باجة مع إدواردو بانياغوا و محمد العربي السرغيني.
يعمل المتيوي صيدليا إذ يحمل شهادة صيدلة حصل عليها من بلجيكا سنة 1994 و يمارس مهنته بالموازاة مع أدائه للموسيقى.